# Giorgio Napolitano
Giorgio Napolitano (wym. [ˈdʒɔrdʒo napɔliˈtaːno]; ur. 29 czerwca 1925 w Neapolu, zm. 22 września 2023 w Rzymie) – włoski polityk i prawnik. Wieloletni działacz komunistyczny, parlamentarzysta krajowy i eurodeputowany, przewodniczący Izby Deputowanych XI kadencji, minister spraw wewnętrznych, senator dożywotni, w latach 2006–2015 prezydent Republiki Włoskiej.

## Życiorys
Jego ojciec, Giovanni, był eseistą, poetą i adwokatem, zaś matka Carolina Bobbio pochodziła z mieszczańskiej rodziny. W 1947 ukończył studia prawnicze na Uniwersytecie w Neapolu.
Od 1942 był członkiem Gruppo universitario fascista, faszystowskiej organizacji przymusowo skupiającej wszystkich włoskich studentów. W 1945 został członkiem Włoskiej Partii Komunistycznej (PCI). Był członkiem władz partyjnych różnych szczebli (w tym komitetu centralnego). Do tego ugrupowania należał aż do jego rozwiązania w 1991 i powołania przez jej bardziej umiarkowane skrzydło Demokratycznej Partii Lewicy. Z tą ostatnią w 1998 współtworzył Demokratów Lewicy.
Od 1946 do 1948 pracował w sekretariacie włoskiego centrum gospodarczego na rzecz południowych Włoch (tzw. Mezzogiorno). Działał też w ruchu na rzecz rozwoju tego regionu (wł. Movimento per la Rinascita del Mezzogiorno). W 1953 z ramienia komunistów został po raz pierwszy wybrany do Izby Deputowanych II kadencji. W 1956 popierał interwencję ZSRR na Węgrzech. Uzyskał reelekcję w 1958 na III kadencję, którą zakończył w 1963. W 1968 powrócił do niższej izby krajowego parlamentu, zasiadał w niej od tej pory nieprzerwanie do 1996 jako poseł V, VI, VII, VIII, IX, X, XI i XII kadencji. Każdorazowo startował z okręgu wyborczego w rodzinnym Neapolu. W parlamencie od 1981 do 1986 stał na czele frakcji poselskiej PCI. Od czerwca 1992 do kwietnia 1994 przewodniczył Izbie Deputowanych XI kadencji.
W maju 1996 w rządzie Romano Prodiego objął urząd ministra spraw wewnętrznych, pełniąc także obowiązki koordynatora obrony cywilnej. Funkcje te wykonywał do października 1998.
W 1989 został wybrany do Parlamentu Europejskiego III kadencji, był członkiem grupującej ugrupowania komunistycznej Grupy Zjednoczonej Lewicy Europejskiej. Zrezygnował po trzech latach z mandatu (w związku z objęciem stanowiska przewodniczącego Izby Deputowanych). Po raz drugi został europosłem w wyniku wyborów w 1999. Należał do frakcji socjalistycznej, przewodniczył przez całą kadencję Komisji Spraw Konstytucyjnych. Mandat eurodeputowanego V kadencji wykonywał do 2004.
23 września 2005 za zasługi społeczne prezydent Carlo Azeglio Ciampi mianował go dożywotnim senatorem. Po wygranych przez centrolewicową koalicję Unia wyborów parlamentarnych w 2006 jego kandydatura została wysunięta na urząd prezydenta Włoch. 10 maja 2006, w czwartym głosowaniu, został wybrany na to stanowisko, otrzymując 543 głosów spośród 1009 elektorów. Urzędowanie rozpoczął 15 maja 2006, rezygnując w rezultacie z mandatu senatora.
Ze względu na zaawansowany wiek wykluczał ubieganie się o reelekcję w wyborach w 2013. Jednakże przedłużający się pat polityczny i idący za tym brak wyboru nowego prezydenta podczas pięciu głosowań, skłoniły polityka do wyrażenia zgody na kandydowanie z poparciem m.in. PD, PdL i SC. 20 kwietnia 2013 podczas szóstego głosowania Giorgio Napolitano zdobył 738 głosów. Został tym samym wybrany na drugą kadencję jako pierwszy prezydent w historii Włoch.
Jako prezydent był określany przydomkiem Il principe rosso („Czerwony książę”), co stanowi aluzję do jego wieloletniej komunistycznej przeszłości.
14 stycznia 2015 oficjalnie zrezygnował z urzędu prezydenta Włoch. Z urzędu powrócił do Senatu jako senator dożywotni, aktywnie uczestnicząc w pracach tej izby. W kwietniu 2018 został hospitalizowany, przeszedł zakończoną powodzeniem operację tętniaka aorty. Mandat senatora wykonywał do czasu swojej śmierci w 2023.
26 września 2023 został pochowany w Rzymie.

## Odznaczenia
- Wielki Mistrz Orderu Zasługi Republiki Włoskiej – ex officio (2006–2015)
- Kawaler Krzyża Wielkiego Orderu Zasługi Republiki Włoskiej (1998)[13]
- Wielki Mistrz Orderu Wojskowego Włoch – ex officio (2006–2015)
- Wielki Mistrz Orderu Zasługi za Pracę – ex officio (2006–2015)
- Wielki Mistrz Orderu Gwiazdy Solidarności Włoskiej – ex officio (2006–2011)
- Wielki Mistrz Orderu Gwiazdy Włoch – ex officio (2011–2015)
- Wielki Mistrz Orderu Vittorio Veneto – ex officio (2006–2010)
- Order Podwójnego Białego Krzyża I klasy (2007, Słowacja)[14]
- Order za Wybitne Zasługi (2011, Słowenia)
- Order Orła Białego (2012, Polska)[15]
- Krzyż Wielki Legii Honorowej (2012, Francja)